# Neuhaus an der Pegnitz

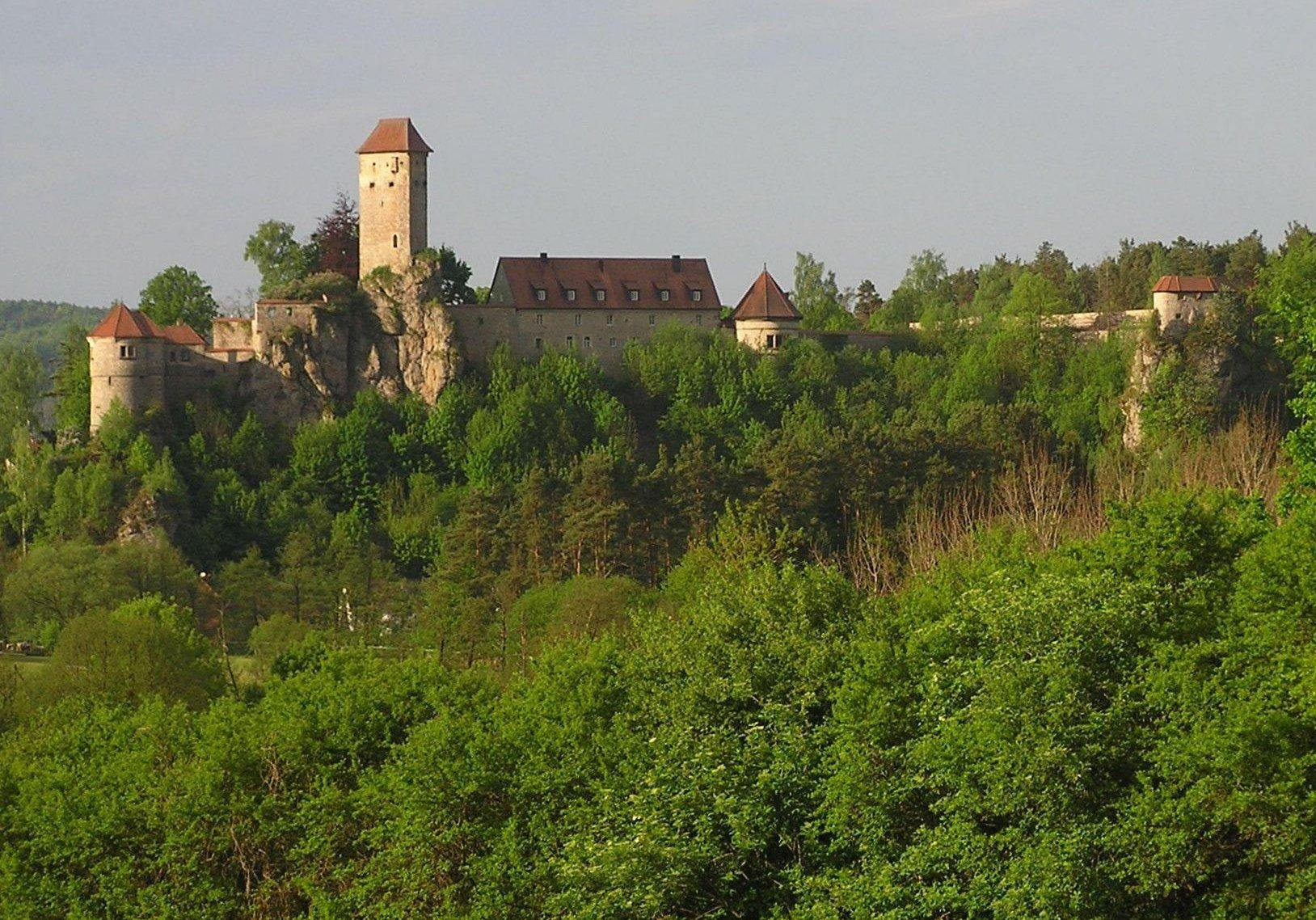
Neuhaus an der Pegnitz
(Burgul Veldenstein)

Neuhaus an der Pegnitz este o comună-târg din districtul Nürnberger Land, regiunea administrativă Franconia Mijlocie, landul Bavaria, Germania.

## Obiective turistice
- Burgul Veldenstein.
- Bazilica “Sf.Petru si Pavel”. Anul începerii lucrărilor de construcție: 1497 (stil gotic).